# King Dinosaur
King Dinosaur è un film del 1955 diretto da Bert I. Gordon.

## Trama

Una scena del film

Quattro scienziati (lo zoologo Richard Gordon, la geologa Nora Pierce, il medico Ralph Martin e la chimica Patrica Bennett) vengono selezionati come astronauti per viaggiare su un pianeta chiamato Nova che è appena entrato nel sistema solare terrestre. Appena atterrati su Nova l'equipaggio inizia a studiare il pianeta per vedere se è adatto per una possibile colonia terrestre. Sul pianeta scoprono la presenza di animali normali della Terra come un kinkajou, avvoltoi e un alligatore e si ritrovano a combattere contro insetti giganti, un enorme serpente e mammiferi preistorici.
Richard e Nora remano su una zattera verso un'isola e, per sfuggire a un feroce dinosauro, si ritrovano intrappolati dentro una grotta. Ralph e Patricia vedono il segnale di soccorso che Richard ha lanciato e si dirigono verso l'isola per salvarli. Prima di lasciare l'isola, impostano come timer di una bomba atomica 30 minuti. Il gruppo fa appena in tempo a raggiungere la terraferma per poi assistere all'esplosione nucleare che distrugge il King Dinosaur e gli altri dinosauri del pianeta.

## Produzione

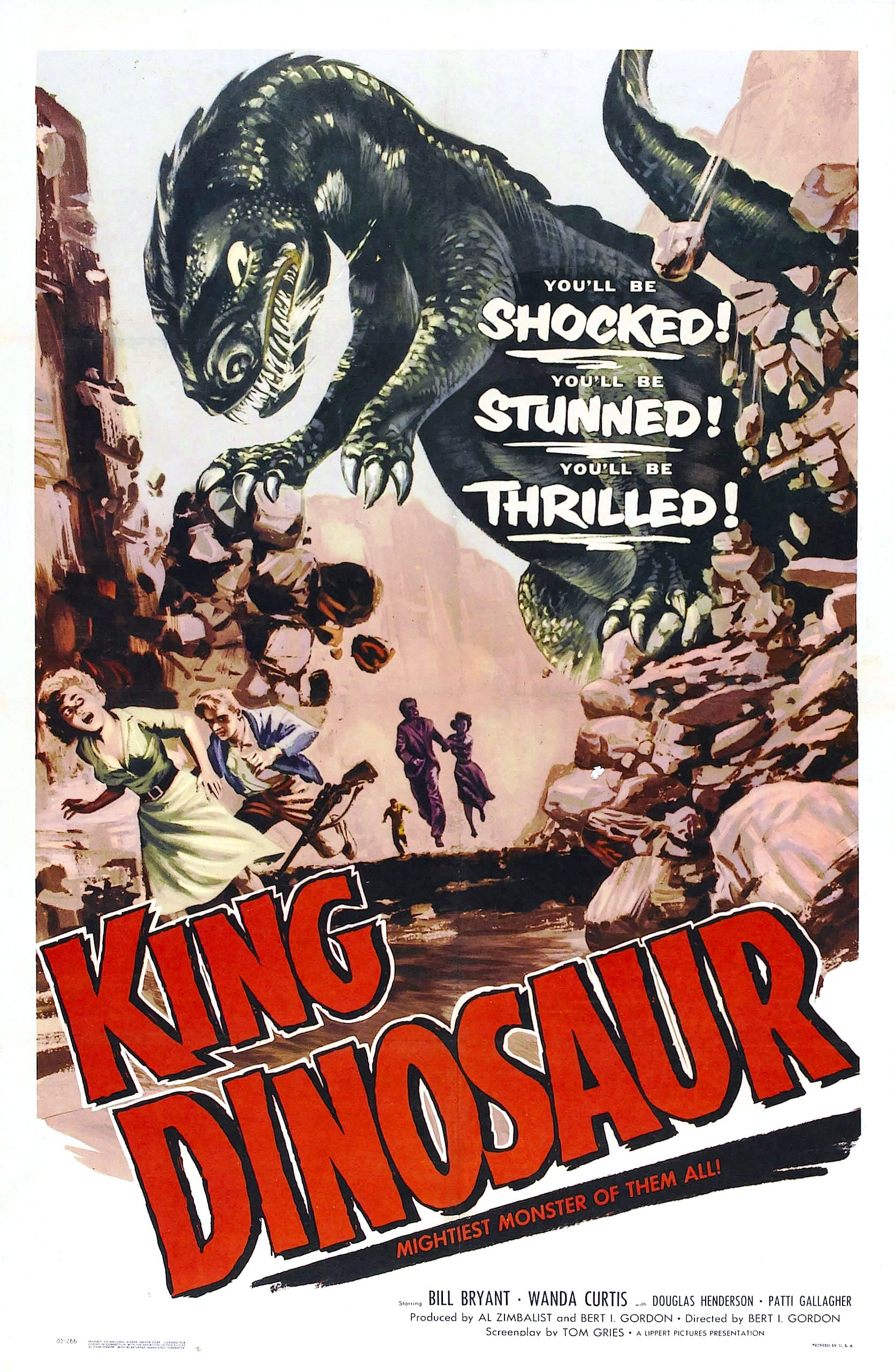

Le riprese del film sono iniziate nel settembre 1954 e sono durate per un periodo di sette giorni. Bert I. Gordon era al suo debutto come regista. La telecamera e le altre attrezzature sono state prese in prestito e il cast ha lavorato per salari differiti.
La scena dell'attacco del mammut era un filmato d'archivio riciclato dal film Sul sentiero dei mostri.
C'erano solo quattro attori in questo film. Tutte le altre persone apparse nel film, come i soldati, erano solo filmati di repertorio militare, così come il filmato delle esplosioni della bomba atomica.
Il film è stato girato con un budget stimato di 15.000 dollari.

## Mystery Science Theater 3000
Il film è stato presentato in un episodio della seconda stagione di Mystery Science Theater 3000 nel dicembre 1990.

## Accoglienza
TV Guide ha assegnato al film una stella su cinque. Lo storico del cinema Leonard Maltin ha valutato il film con 0 stelle su 4, descrivendolo come "Il primo e il peggiore dei molti film di fantascienza degli anni '50 del regista Gordon .... Noioso, sciocco e incredibilmente economico ..."